# Ljubica Ivezić
Ljubica Ivezić (ponegdje Filipić-Ivezić; Sisak, 17. veljače 1915. – Pula, 29. prosinca 1995.), hrvatska istaknuta intelektualka, profesorica i mentorica brojnih naraštaja stvaratelja iz grada Pule, Istre i šire. Bitna je sudionica Hrvatskog proljeća u Puli.

## Životopis
Doktorirala je 1979. na Filozofskom fakultetu u Zagrebu na temu Otkrivanje i njegovanje kreativnosti učenika u nastavi materinskog jezika i slobodnim aktivnostima : idiografski pristup - s osvrtom na istarske poslijeratne osobitosti. Mentor je bio Dragutin Rosandić.
Pisala je članke u zbornicima O hrvatskoj Istri, Književnom djelu Mate Balote, Književnom portretu Tatjane Arambašin, prilog za pjesničku zbirku Đina Valića, o omladinskom listu Istarskom borcu.
List Istarski borac pokrenula je sa suprugom Stjepanom Ivezićem.
Ljubica Ivezić napisala je knjigu sjećanja Odbljesci pamćenja koju su 2012. objavili Istarski ogranak DHK, Pula i Matica hrvatska Ogranak Pazin, ur. Boris Domagoj Biletić).